# Скирон (ветер)

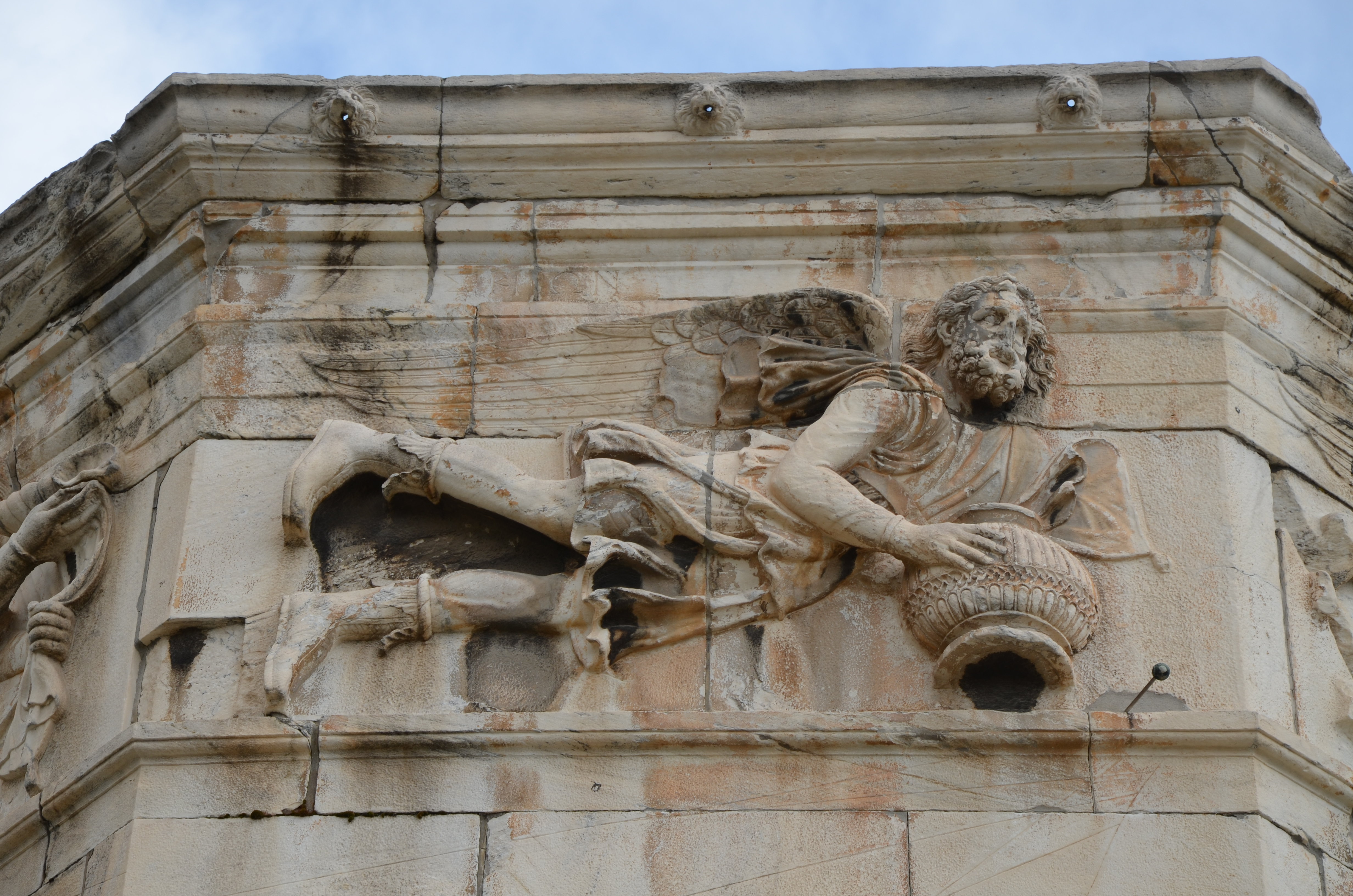
Скирон изображён на северо-западной стороне Башни ветров в Афинах.

Скирон (Σκίρων) — древнегреческое божество северо-западного ветра.
Его имя, возможно, связано со  Скиронскими скалами к западу от Афин (для афинян ветер дул со стороны скал). Но мифы связывают их название с именем другого Скирона— противника Тесея. Косвенным образом его имя связано со Скирофорионом, последним из трёх месяцев весны в аттическом календаре.
Встречаются другие древнегреческие названия северо-западного ветра — аргест (чистый, свежий), олимпийский ветер.
Скирон изображён на северо-западной стороне Башни ветров в Афинах. Скирон изображён в виде бородатого мужчины, с бронзовым горшком, полным горячей золы и углей. Подобный горшок использовался для согревания помещения зимой, и соответственно символизировал зиму. Также он изображён на сделанной по образцу классической афинской Башне ветров в Севастополе.
Реже (обычно в художественных интерпретациях) встречается другая трактовка афинского изображения — Скирон развевает прах из вазона после кремации.
Его римский аналог известен как Каурус. При этом Каурус считается одним из древнейших римских божеств ветра и числился среди «местных богов», группы абстрактных, играющих достаточно второстепенную роль в мифах сущностей. Именно этот ветер, по словам римского поэта Вергилия, принёс бегущую Клеопатру домой в Египет после того, как она потерпела поражение в битве при Акциуме.
Также Вергилий упоминает его, описывая степную зимнюю погоду у Азовского моря:

Всегда зима, всегда северо-западные ветры дышат холодом.